# Phyllotreta decipiens
Phyllotreta decipiens är en skalbaggsart som beskrevs av Horn 1889. Phyllotreta decipiens ingår i släktet Phyllotreta och familjen bladbaggar. Inga underarter finns listade i Catalogue of Life.